# ستاری پوددووروو
ستاری پوددووروو (به لاتین: Starý Poddvorov) یک منطقهٔ مسکونی در جمهوری چک است که در ناحیه هودونین واقع شده‌است. ستاری پوددووروو ۵٫۴۵ کیلومتر مربع مساحت و ۹۸۰ نفر جمعیت دارد و ۲۲۴ متر بالاتر از سطح دریا واقع شده‌است.

## خواهرخوانده
شهر بوچینه خواهرخواندهٔ ستاری پوددووروو هست.